# Giulio Cesare Arresti
Giulio Cesare Arresti (* 26. Februar 1619 in Bologna; † 17. Juli 1701 ebenda) war ein italienischer Organist und Komponist.

## Leben und Wirken
Arresti war seiner Heimatstadt Bologna als Organist und Kapellmeister sein Leben lang verbunden. Von 1649 bis 1699 war er Organist an der Basilika San Petronio, außerdem Kapellmeister der Kirchen S. Salvatore und S. Domenico. Er war Mitbegründer der "Accademia Filarmonica" und hatte 1701 deren Vorsitz inne. In dieser Zeit kam es zu einem erbitterten, zehn Jahre andauernden Streit mit Maurizio Cazzati, dem er musikalische Irrtümer vorwarf.
Neben Sonaten für Violine und Cello, sowie Werken für Orgel, verfasste er etliche geistliche Werke, darunter Messen, Psalmen und Oratorien ("Der Garten Gethsemane", "Abschied Jesu von Maria", "Die Hochzeit Rebekkas" und "Die Enthauptung des heiligen Johannes").
Sein Sohn Floriano Arresti (1667–1717) war Schüler von Bernardo Pasquini in Rom, wo er bis 1703 wirkte. Er schuf Werke für Orgel sowie Kantaten, Oratorien und Opern.

## Werke (Auswahl)
- Op. 1 Messa e Vespro della Beata Virgine con l'inno, reali composte di 3 figure cantandosi senza battuta 8-stimmig (Venedig, 1663)
- Op. 2  Mess, a tre voci, bc, con sinfonie, e ripieni ad lib [2 vn],  motetti, e concerti (Venedig, 1663). Die erste Messe endet mit einer Triosonate.
- Op. 4 12 Sonate a 2 e a tre, Con la parte del Violoncello beneplacito (1665) (Die erste ausdrückliche Nennung des Cellos in einem Musikwerk)
- Op. 7 „Partitura di Modulationi precettive sopra gl'Hinni del Canto Fermo Gregoriano con le Risposte intavolate in sette righe per l'Organo“,  (Bologna, nach 1665)

Oratorien
- L'orto di Getsemani, Bologna, 1661
- Licenza di Gesù da Maria, Bologna, 1661
- Lo sposalizio di Rebecca, Bologna, 1675
- La decollazione di S Giovanni, Bologna, 1708 (verschollen)